# HD 74156
HD 74156 ist ein Gelber Zwerg der von mindestens zwei Begleitern, HD 74156 b und HD 74156 c, umrundet wird. Der Stern besitzt die Spektralklasse G0. Seine Masse liegt bei etwa 1,2 Sonnenmassen. Seine Begleiter wurden im Jahr 2001 durch Messungen seiner Radialgeschwindigkeit entdeckt.

## Mögliche Existenz weiterer Exoplaneten
Im Jahr 2007 wurde von Barnes et al. aufgrund von Modellrechnungen die Existenz eines weiteren Exoplaneten, HD 74156 d, in diesem System vorhergesagt. Dabei wurde von der Annahme ausgegangen, dass alle stabilen Bahnen in einem System durch einen Planeten besetzt würden. Da zwischen den beiden zuerst entdeckten Begleitern eine stabile Zone liegt, ließ dies einen weiteren Exoplaneten auf einer solchen Bahn vermuteten. Schließlich wurde die Bestätigung dieses Begleiters durch Messungen der Radialgeschwindigkeit des Zentralsterns beansprucht. Für den Exoplaneten wurde eine Umlaufperiode von rund 340 Tagen und eine Mindestmasse von 0,4 Jupitermassen bestimmt, die große Halbachse der Bahn wurde mit 1,0 Astronomischen Einheiten und die numerische Exzentrizität mit 0,25 angegeben. Allerdings äußerten bald verschiedene Wissenschaftler erhebliche Zweifel an dieser Entdeckung und eine im Jahr 2009 veröffentlichte Untersuchung durch Wittenmyer et al. konnte die Entdeckung nicht bestätigen. Somit muss die Existenz des beschriebenen Exoplaneten (allerdings nicht eines Planeten an sich) zum momentanen Zeitpunkt als höchst zweifelhaft gelten. Falls sich die Zweifel zerstreuen sollten, wäre dies der erste Exoplanet, dessen Entdeckung erfolgreich vorausgesagt wurde.